# 14274 Лендстріт
14274 Лендстріт (14274 Landstreet) — астероїд головного поясу, відкритий 29 січня 2000 року.
Тіссеранів параметр щодо Юпітера — 3,121.